# بوصلة

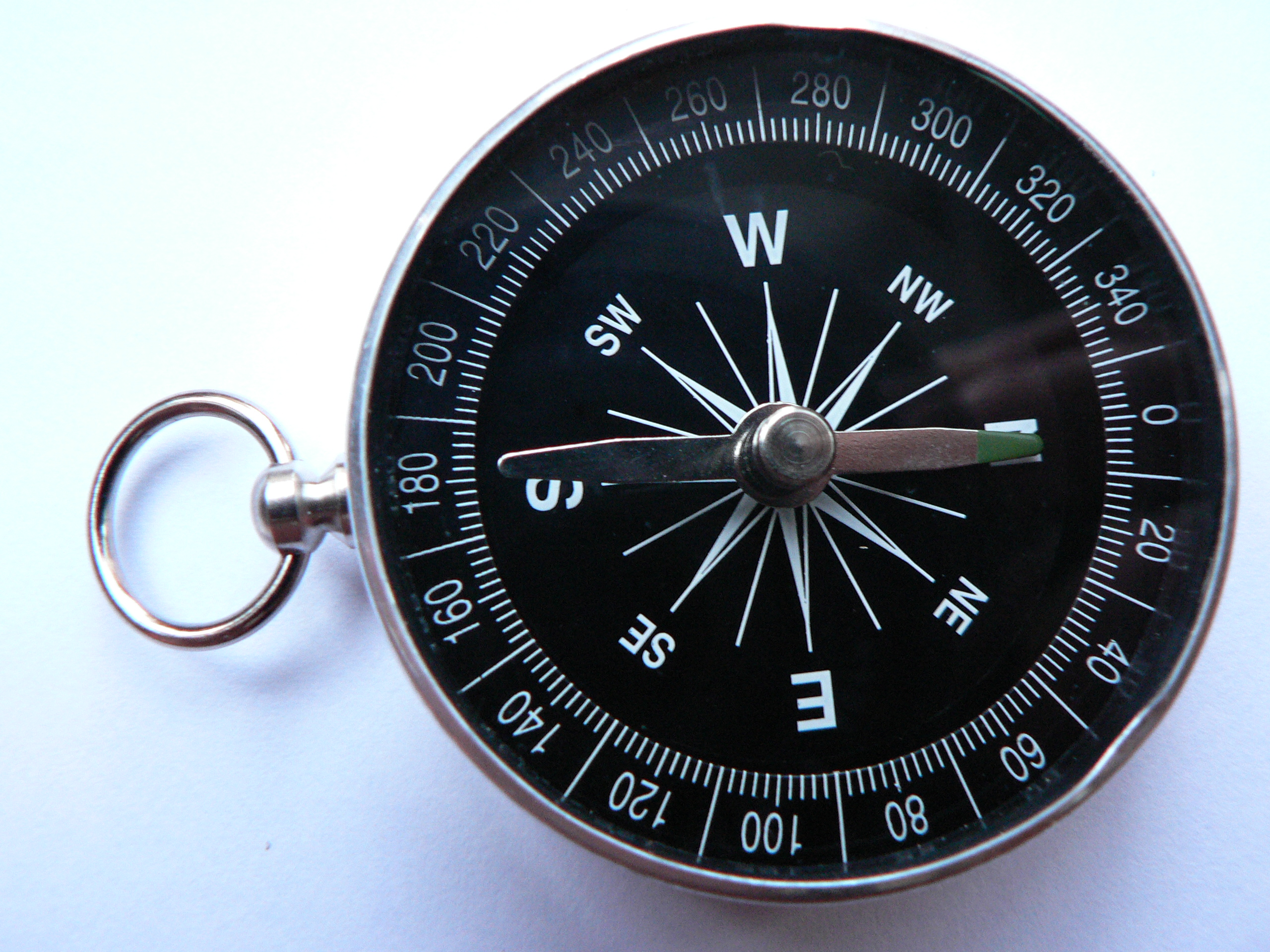
بوصلة مغناطيسية بسيطة جافة محمولة

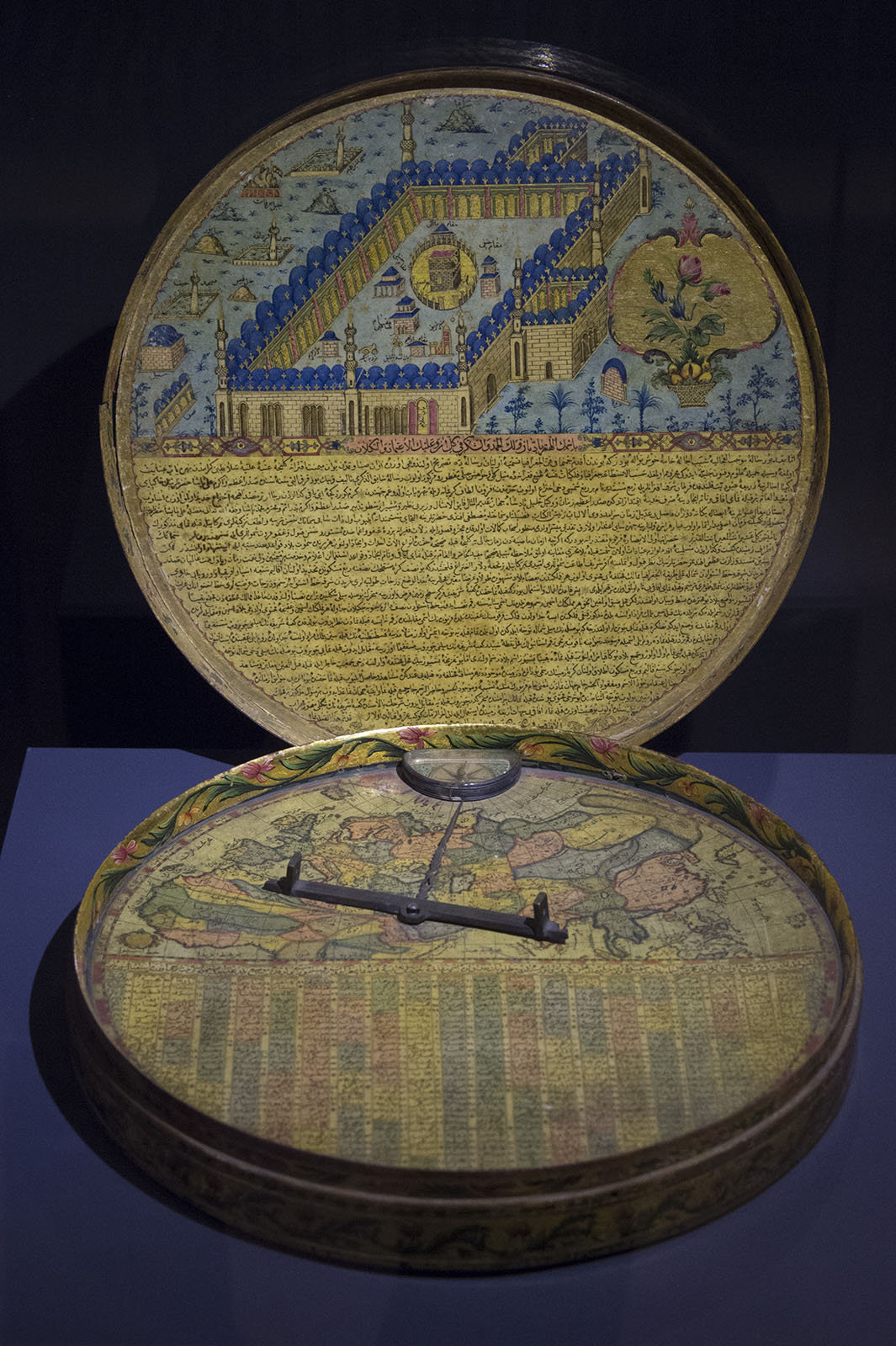
قبلة نامه من العهد العثماني

البُوصِلة أو الموصِلة أو الحُكّ أو الحُكَّة هي أداة ملاحية لتحديد الاتجاه بالنسبة إلى قطبي الأرض. وتتألف من مؤشر ممغنط (عادة ما يكون علامة على النهاية الشمالية) ويعدل من وضعه تبعا للحقل المغناطيسي للأرض. وتوفر البوصلة الأمن للمسافر خاصة لو كان السفر عبر المحيطات.وتستخدم البوصلة لحساب الرأسية "heading"، ومع آلة السدس لحساب خطوط العرض، ومع الكرونومتر البحرية لحساب خطوط الطول. لذا فهى توفر القدرة على الملاحة بصورة مطورة، والتي لم تستبدل إلا مؤخراً بواسطة الأجهزة الحديثة كنظام تحديد المواقع العالمي GPS.
والبوصلة هي أي جهاز مغناطيسي حساس قادر على الإشارة إلى إتجاه شمال القطب المغناطيسي الشمال للغلاف المغناطيسى للأرض. ويسلط وجه البوصلة الضوء على النقاط الرئيسية من الشمال والجنوب والشرق والغرب. وفي الغالب يتم صناعة البوصلة من جهاز مفرد مع شريط ممغنط أو إبرة تحول بحرية بناء على المحور، أو تتحرك في السوائل، وبالتالي قادرة على الإشارة إلى إتجاه الشمال والجنوب. وقد اخترع المسلمون العرب البوصلة المغناطيسية في القرن الخامس عشر، وكانت تستخدم للملاحة.
غالبًا ما تظهر البوصلات الزوايا بالدرجات: الشمال يقابل 0 درجة، والزوايا تزداد في اتجاه عقارب الساعة، لذلك الشرق 90 درجة ، والجنوب 180 درجة، والغرب 270 درجة. تسمح هذه الأعداد للبوصلة بإظهار السمت أو الاتجاه الزاوي التي يشار إليها عادة بالدرجات. إذا كان الاختلاف المحلي بين الشمال المغناطيسي والشمال الحقيقي معروفًا، فإن اتجاه الشمال المغناطيسي يعطي أيضًا اتجاه الشمال الحقيقي.

## تاريخ البوصلة

### الملاحة قبل البوصلة
قبل اختراع البوصلة، كان يتم تحديد المواقع، والمقاصد أو الهدف، والاتجاه في عرض البحر برؤية المعالم وملاحظتها، مع ملاحظة موقع الأجرام والنجوم السماوية. وكان البحارة القدماء في الغالب يبقون على مرمى البصر من الأرض.أما اختراع البوصلة فمكنهم من تحديد الجهات عندما تكون السماء ملبدة بالغيوم أو ضبابية. وعندما يمكن ملاحظة الشمس أو غيرها من الأجسام السماوية، تستخدم البوصلة لحساب خطوط العرض. وقد مكن هذا البحارة من الإبحار بسلام ابعيدا عن الأرض، وزيادة التجارة البحرية، والمساهمة في الاكتشافات.

### اولميك-المكسيك
يرجح عالم الفلك «جون كارلسون»، بناء على اكتشاف قطعة اثرية من معدن الهيماتيت أرجع جهاز الكربون الاشعاعى تاريخها إلى 1000-1400 ق.م في وقت حضارة الأولميك في «ميسوأمريكا» في المكسيك، ان الأولميك اكتشفوا واستخدموا بوصلة مصنعة من حجر المغناطيس في وقت مبكر في سنة 1000 ق.م، ولو أن هذا صحيحا فإنه يثبت أن الأولميك سبقوا الصينيين في اكتشاف البوصلة المغناطيسية بأكثر من ألف سنة. ويخمن كارلسون أن الأولميك استخدموا هذه البوصلة لأغراض الفلكية.والأداة هي جزء من شريط مصقول مغناطيس مع أخدود في نهاية واحدة منها.وهذه الأداة تشير الآن إلى 35.5 درجة غرب الشمال وقد اشار باحثون آخرون أن الأداة هي في الواقع قطعة المكونة من وحدة زخرفية. ولم تكتشف أي مصنوعات يدوية أخرى من الهيماتيت مماثلة لهذه القطعة.

### الصين

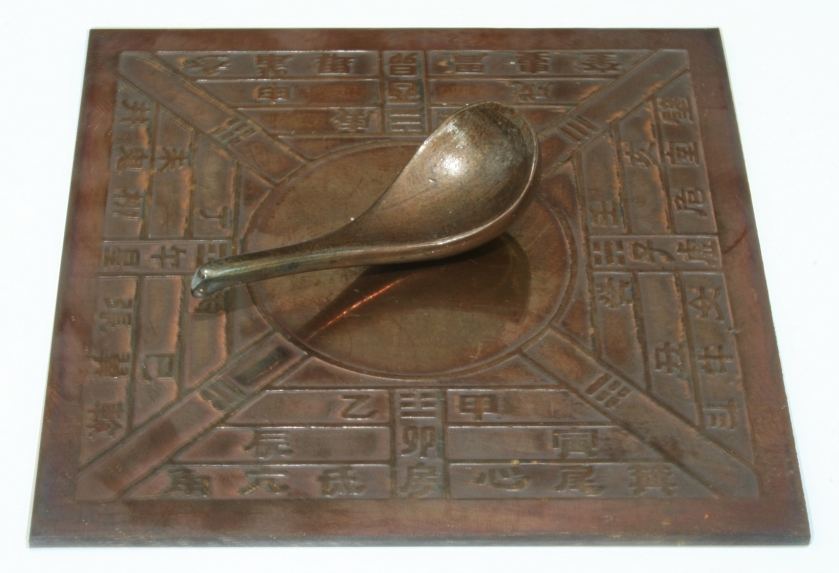
نموذج لأسرة هان (206 قبل الميلاد إلى 220 بعد الميلاد) تشير إلى الجنوب.

كانت البوصلات الصينية الأولية غير مصممة للملاحة، وإنما لأجل تنسيق المباني وفقا لمبادئ «فنج شوى» للقياس والتحليل (The geomantic principles of feng shui)هذه البوصلات الأولية كانت مصنعة من حجر المغناطيس الذي يتحرك تبعا للحقل المغناطيسيى للأرض.
وهناك خلاف حول المكان الذي اخترعت فيه البوصلة.وهذا هو بعض ما ذكرته المراجع الأدبية عن هذا الموضوع:
- في أقدم مرجع أدبى صينى متعلق بالمغناطيسية من القرن الرابع قبل الميلاد بعنوان " Guiguzi(鬼谷子)"، يقول الكاتب ((يجذب المغناطيس الحديد نحوه))، كما يؤكد الكاتب على أنه يجب على الصيادين الصينيين حمل البوصلة -أو «المؤشر الجنوبى» كما كانوا يطلقون عليه-لكى لا يضلوا طريقهم أثناء الرحلات.
- وكان أول ذكر لجذب إبرة بواسطة المغناطيس في عمل صينى يرجع تاريخه إلى ما بين سنة 70 و 80 ميلاديا في الفصل 47 (Lunheng;論衡) ch. 47) ((حجر المغناطيس يجذب الإبرة))، هذه العبارة من :en:lunhengهي أول نص صينى مكتوب يخص انجذاب الإبرة لللمغناطيس.وفي عام 1948، صنع الباحث وانغ تشن توه بوصلة في شكل ملعقة تشير إلى الجنوب على أساس من هذا النص. ومع ذلك، فلا يوجد أي ذكر صريح للمغناطيس في Lunheng .
- وكانت أول إشارة إلى آلة مغناطيسية تحدد الاتجاه، سجلت في كتاب ل«سلالة سونج» يرجع تاريخه إلى 1040-44.وهناك وصف لقطعة حديد تشير إلى الجنوب أو تتجه دائما إلى الجنوب عند وضعها في وعاء من الماء. وكان يوصى بالجهاز كوسيلة للاهتداء في ظلمة الليل.وقد ذكر " Wujing Zongyao (武經縂要, " (مجموعة لاهم التقنيات العسكرية) «عندما تواجه القوات الطقس الكئيب أو الليالى المظلمة، ولا تستطيع تمييز الاتجاهات، فإنهم يستخدموا جهاز يشير إلى الجنوب» وقد تحقق هذا عن طريق تسخين المعدن (خصوصا الصلب)، وهي العملية المعروفة اليوم باسم الحرارية المغناطيسية، وكانت قادرة على إنتاج نسبة ضعيفة من المغناطيس.[4] في حين أن الصين توصلت إلى الحث المغناطيسى بحلول هذا الوقت، ولم يكن هذا الاكتشاف معروف قي أوروبا حتى عام 1600، عندما نشر ويليام جيلبرت متابه «المغناطيس» De Magnete.
- وكانت أول إشارة لا تقبل الجدل على إبرة ممغنطة في الأدب الصيني في عام 1088.[5] وقد كتب الباحث الموسوعي شين كوو، مقالات تتضمن وصفا تفصيليا لكيفية جذب ابرة عن طريق فرك طرفها مع مغناطيس، مع تعليق الإبرة المغنطيسية مع الحرير مع قليلا من الشمع في مركز الإبرة. وأشار شين كوو إلى أن الإبرة التي تعد بهذه الطريقة أحيانا تشير إلى الجنوب وأحيانا إلى الشمال.
- وقد سجل أول استخدام للإبرة ممغنطة لأغراض الملاحة في تشو يو 'ق الكتاب  پينغ تشو جدول المحادثات (萍洲可谈؛Pingzhou ketan) من 1119 (مكتوبة 1111 حتي 1117): ((الملاح يعرف الجغرافيا، ويراقب النجوم في الليل والشمس خلال النهار، وعندما يحل الظلام، فهو يراقب البوصلة.

وبالتالي، فإن استخدام البوصلة المغناطيسية بوصفها آداة لاكتشاف الاتجاهات كان في وقت ما قبل 1044، ولكن الأدلة التي لا تقبل الجدل حول استخدام البوصلة كجهاز ملاحة لم تظهر حتى 1119.
وكانت البوصلة الملاحية الصينية التقليدية في شكل إبرة مغناطيسية عائمة في وعاء من الماء. وفقا لنيدام، فقد استخدم الصينيون البوصلة الجافة في سلالة سونج الحاكمة واستمر هذا مع اسرة يوان، على الرغم من هذا النوع لم يستخدم بصورة كبيرة مثل البوصلة الرطبة. والدليل على ذلك هو العثور عليها في shilin guangji;事林廣記  («دليل عبر غابة الشؤون») ("Guide Through the Forest of Affairs"), ونشرت في عام 1325 من قبل Chen Yuanjingzh:陳元靚 ، على الرغم من تأليف الكتاب في الفترة بين 1100 و 1250. وكانت البوصلة الجافة في الصين هي بوصلة جافة معلقة بإطار خشبي في شكل سلحفاة تعلق رأسا على عقب من قبل لوح من الخشب، مع مغناطيس مختوم بالشمع، وإذا استدارت، فإن الإبرة سوف تشير إلى نقطة الكاردينال في الاتجاه الشمالي. وعلى الرغم من أن البوصلة الأوروبية ذات الإطار المربع والجافة المحور أو الإبرة استخدمت في الصين ثم أخذها القراصنة اليابنيون في القرن السادس عشر (والذي أدى في النهاية إلى استخدام الأوربيون لها)،  فإن تصميم الصينية للبوصلة الجافة المعلقة استخدم لفترة طويلة حتى القرن الثامن عشر.
ومع ذلك، ففقا لما ذكره الدكتور كروتز هناك مرجع واحد فقط يشير إلى إبرة صينية جافة محمولة (في صلب سلحفاة خشبية) التي يرجع تاريخها إلى ما بين 1150 و 1250، ولكن لا يوجد دليل على أن البحارة الصينيين استخدموا أي شيء سوى إبرة عائمة في وعاء حتى القرن السادس عشر. وبالإضافة إلى ذلك، لا بد من الإشارة إلى أنه، خلافا للنيدام Needham ، هناك خبراء آخرون لم يشيروا إلى وجود بوصلة جافة في الصين، ويرجع الخبراء هذا المصطلح إلى الأوربيين ومن بعدها أصبح المصطلح مستخدم في العالم كله.

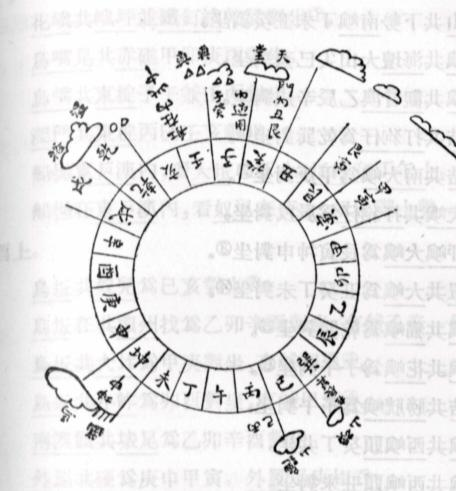
رسم تخطيطي لعهد اسرة مينغ البحارة البوصلة

وكان أول استخدام من قبل البحارة للبوصلة في الملاحة البحرية سجل في كتاب بعنوان «الجمارك في كمبوديا» من قبل ديلوماسي الأسرة يوان "周達觀;Zhou Daguan"، ووصف فيه رحلته من «ونجو» إلى "en:Angkor Thom" عام 1296 بالتفصيل، عندما ابحرت السفينة من ونتشو، وقد أخذ البحار اتجاه البوصلة في وضع "ding wei"، وهو ما يعادل 22.5 درجة جنوب غرب. وبعد وصولهم إلى Baria ، أخذ البحار اتجاه "Kun Shen "، أو 52.5 درجة جنوب غرب. وتحتوى خريطة «زينج هى» البحرية المعروفة باسم "The Mao Kun Map"، على كمية كبيرة من التفاصيل.

#### مسألة غامضة
هناك جدل بشأن ما حدث للبوصلة بعد ظهورها لأول مرة مع الصينيين. والنظريات المثارة حول الموضوع هي:
- سفر البوصلة من الصين إلى الشرق الأوسط عبر طريق الحرير، ومن ثم إلى أوروبا.
- انتقال البوصلة مباشرة من الصين إلى أوروبا، ومن ثم انتقلت في وقت لاحق -من الصين أو أوروبا- إلى الشرق الأوسط.
- نشأة البوصلة الأوروبية، وبعد ذلك تم انتقالها من الصين أو أوروبا إلى الشرق الأوسط.

والنظريتان الأخيرتان مدعمتان بأدلة على استخدام الأوربيون للبوصلة قبل العرب. وأول ذكر أوروبي لاستخدام البوصلة بين البحارة كان في en: Alexander Neckam 'ق De naturis rerum (طبيعة الأشياء)، وربما كتب في باريس في 1190. الدليل آخر على هذا الكلمة العربية لل "Compass" (al-konbas)، والتي من المحتمل ان ان تكون مشتقة من الكلمة الإيطالية القديمة للبوصلة.
وفي العالم العربي، كان أول ذكر لها في مرجع «كتاب كنزالتجار»، الذي كتبه بيلق القبجاقي في القاهرة في 1282. ونظرا لان المؤلف يذكر أنه شاهد استخدام البوصلة في رحلة له على سفينة من أربعين سنة، فإن بعض تلاميذه يميلون إلى أن يؤرخوا أول ظهور لها بتاريخ سابق. وهناك ذكر لسمكة حديدية تشبه البوصلة في مرجع فارسي في تاريخ مبكر قليلا 1232.

### في إيران القديمة
في شعر الشاهنامه لفردوسي الطوسی (الملحمة الوطنية للإيرانيين، كتبت بين 977 و 1010 من المیلاد)، خلال قصة أسطورية تشير إلى قبل 500 قبل الميلاد، هناك ذكر لنوع من البوصلة (استخدام إبرة طافية على الماء) للتنقل:
"أين الممر عبر هذا البحر؟
يجب أن یعلن لنا الطريق الصحيح.
قال له: "خذها بالحديد من الماء،
لا يمكن للطير ولا السهم أن يمر".

### في العصور الوسطى في أوروبا

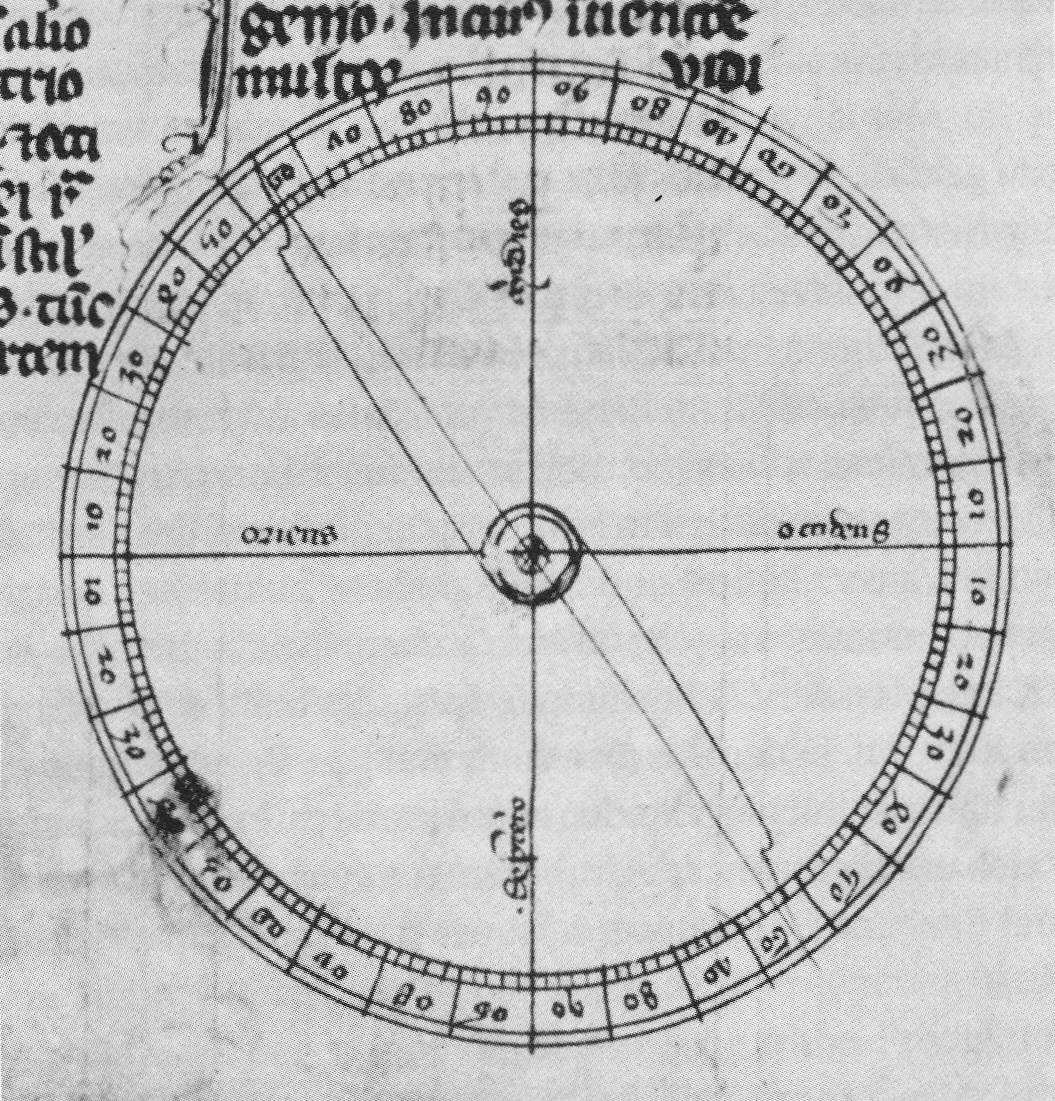
التمحور إبرة البوصلة في نسخة 14th قرن من Epistola دي magnete بيتر السلالة (1269)

سجل «اليكساندر نيكام» في عام 1187 استخدام بوصلة مغناطيسية في منظقة القناة الإنجليزية.
وفي عام 1269 وصف "Petrus Peregrinus of Maricourt " بوصلة عائمة تستخدم للأغراض الفلكية وبوصلة جافة للأغراض البحرية، في كتابته المعروفة "Epistola de magnete".
وفي منظقة البحر المتوسط كان أول تقديم للبوصلة على أنها مؤشر ممغنط يطفو في وعاء من الماء، يسير جنبا إلى جنب مع تحسينات في طرق حساب الميتات، وتطوير مخططات برتولان، أدى كل هذا إلى مزيد من الإبحار في أشهر الشتاء في النصف الثاني من القرن الثالث عشر.وكان السفر عن طريق البحر ما بين أكتوبر وأبريل قليلا، ويرجع ذلك جزئيا إلى عدم استقرار الطقس وتقلب الأجواء خلال فصل الشتاء الأبيض المتوسط، وقد نتج عن ذلك إطالة موسم الإبحار بشكل تدريجى، ولكن الزيادة المطردة في حركة الشحن لموسم الإبحار قد تبدأ في اواخر يناير أو فبراير، وتنتهي في ديسمبر وذلك قبل عام 1290. وكانت الأشهر القليلة الإضافية ذات أهمية اقتصادية كبيرة.فعلى سبيل المثال، مكنت قوافل البندقية من إقامة رحلتين ذهابا وإيابا في السنة إلى بلاد الشام، بدلا من واحدة.
في نفس الوقت، زادت الحركة بين البحر المتوسط وشمال أوروبا، مع أول دليل على وجود رحلات تجارية مباشرة من البحر الأبيض المتوسط إلى القناة الإنجليزية في العقود الأخيرة من القرن الثالث عشر، وكانت البوصلة أحد العوامل التي جعلت من اجتياز خليج بسكاي أكثر أمنا وأسهل. [42] على الرغم من أن بعض النقاد مثل الدكتور كروتز يشعر أنه لم يبدأ أي شخص فعلا في توجيه البوصلة إلا في وقت لاحق من عام 1410.

### المسلمون العرب أول من اخترع البوصلة المغناطيسية
تعد "البوصلة هي أحد الاختراعات العظيمة في تاريخ الحضارة الإسلامية والعربية، وهي سميت في المراجع الأجنبية (Boussola)، وكان الإنسان يعتمد في رحلاته الاستكشافية، في البر أو البحر على التطلع إلى السماء لمعرفة الاتجاهات الأربعـة ففي النهار يراقب الشمس واتجاه الظل وفي الليل يراقب النجوم ولكن كثيراً ما كانت الظروف الجوية تخذله، وخاصة في البحار التي تكثر فيها السحب والغيوم وتنعدم الرؤية، فكان ذلك يحد من نشاطه وحركته، ومن هنا كان اختراع الإبرة المغناطيسية فتحاً جديداً في مسيرة عصره.
ولم يكن العرب هم أول من عرف الخاصية المغناطيسية، فقد عرفها الإغريق والصينيون قبلهم، ولكن المسلمين العرب كانوا أول من استفاد من هذه الخاصية في صنع أول بوصلة وذلك بحك الإبرة على المغناطيس ثم وضعها فوق إناء فيه ماء بحيث تطفو على عودين صغيرين من الخشب.. فتتجه الإبرة نحو الشمال.
وقد ظل هذا النوع من البوصلة مستعملا في السفن العربية التي تمخر عباب المحيط الهندي من موانئ اليمن وفارس إلى كانتون في الصين.. وتلك التي تعبر البحر الأبيض المتوسط.
وفي سنة 1475 م اخترع عالم البحار ابن ماجد أول إبرة جالسه على سن لكي تتحرك حركة حرة دون الحاجة إلى وعاء الماء. وفي ذلك يقول في كتابه (الفوائد): «ومن اختراعنا في علم البحر تركيب المغناطيس على الحقة بنفسه ولنا في ذلك حكمة كبيرة لم تودع في كتاب».
وقد انتقلت البوصلة إلى أوروبا على مرحلتين- المرحلة الأولي أثناء الحروب الصليبية عن طريق ملاحي البحر الأبيض المتوسط المسلمين، والمرحلة الثانية هي (حقبه ابن ماجد) في القرن الخامس عشر الميلادي وذلك عن طريق ملاحي جنوبي آسيا المسلمين عندما استعان بهم البحارة الأسبان والإيطاليون أما القول بأن الصينيين قد عرفوا الإبرة أولا وعرفها عنهم العرب فإن الرد عليه يأتي من علماء الدراسات الصينية الذين يقرون أنهم لم يجدوا في المخطوطات الصينية القديمة أي ذكر للإبرة المغناطيسية، بل إن خاصية جذب المغنطيس نفسها كانت غامضة عند الصينيين ومرتبطة بالسحر وليس العلم وكانوا يسمون حجر المغناطيس الحجر المحب[بحاجة لمصدر].
كانت أول إشارة إلى ظهور بوصلة حديدية في شكل سمكة في العالم الإسلامي في كتاب روائى فارسي في عام 1232.أما أول إشارة عربية إلى بوصلة في شكل إبرة مغناطيسية في وعاء من الماء، فجائت من السلطان والفلكى اليمنى «الأشرف» في عام 1282.كما يبدو أنه أول من استخدم البوصلة لأغراض فلكية.  ونظرا لأن الكاتب وصف مشاهدة البوصلة على رحلة بحرية مبكرا بأربعين سنة، فإن بعض العلماء يؤرخون أول ظهور للبوصلة في العالم العربي بتاريخ سابق.
وفي عام 1300، وفي إحدى الأبحاث العربية التي كتبها الفلكي والمؤذن المصري ابن سيم، وصف الكاتب بوصلة جافة استخدمها كمؤشر للقبلة ليعرف الاتجاه إلى مكة المكرمة.وفي القرن الرابع عشر، اخترع الفلكي ابن الشاطر (1304-1375) بوصلة تجمع بين ساعة شمسية عالمية وبوصلة مغناطيسية.واخترع تلك البوصلة بغرض تحديد الاتجاه إلى مكة المكرمة، وأوقات الصلوات في المسجد الأموى.كما اخترع الملاحون العرب بوصلة ب 32 اتجاه في هذا الوقت.

### الهند
استخدمت البوصلة لأغراض الملاحة وكان تعرف باسم "matsya yantra"، نظرا لوضع سمكة معدنية في كوب من النفط. وقد تكون اكتشفت هناك عن طريق الشرق الأوسط أو عبر طرق التجارة بين الصين والهند.وكانت ذات أهمية كبيرة في إقامة روابط بحرية وتجارية وثقافية، وأحيانا سياسية بين الهند وجنوب شرق آسيا.

## آخر التطورات

### البوصلة الجافة

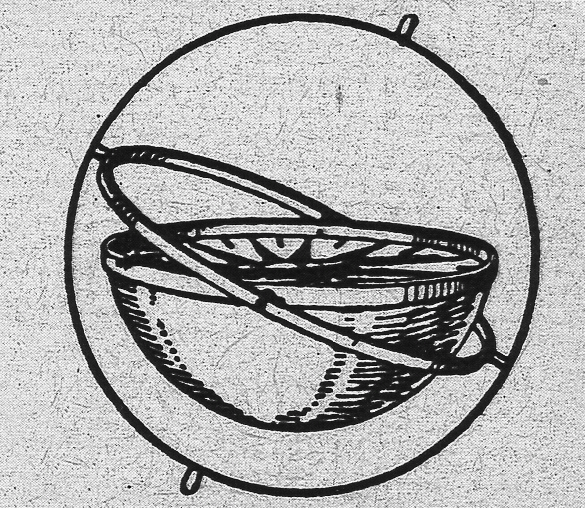
المبكر الحديث الجاف البوصلة علقت من قبل gimbal (1570)

أخترعت البوصلة البحرية الجافة في أوروبا في عام 1300 تقريبا.وتتكون تلك البوصلة من ثلاثة عناصر: إبرة بحرية تتمحور على دبوس مغلق في مربع من الغطاء الزجاجي ومؤشر للرياح، حيث تربط البطاقة المرفقة بإبرة ممغنطة بحيث تأخذ دائما اتجاه السفينة. وبعد ذلك، غالبا ما تشد البوصلة لتقليل انحراف الإبرة عن موضعها عند تغيير وجهة السفينة.
وقد وصف وضع اللإبرة في صناديق زجاجية بواسطة العالم الفرنسي «بيتر بيرجينيس» في عام 1269، والعلامة المصري «ابن سينا» في 1300، وقد وصفت هذه البوصلة المشدودة على كارت متحرك في تعليق على "Dante's Divine Comedy from 1380" وقد وصفت مصادر سابقة بوصلة متحركة في صندوف عام 1318، ويدعم هذه المصادر فكرة ان البوصلة عرفت في أوروبا في مثل هذا الوقت.

### البوصلة الموضوعة Bearing compass

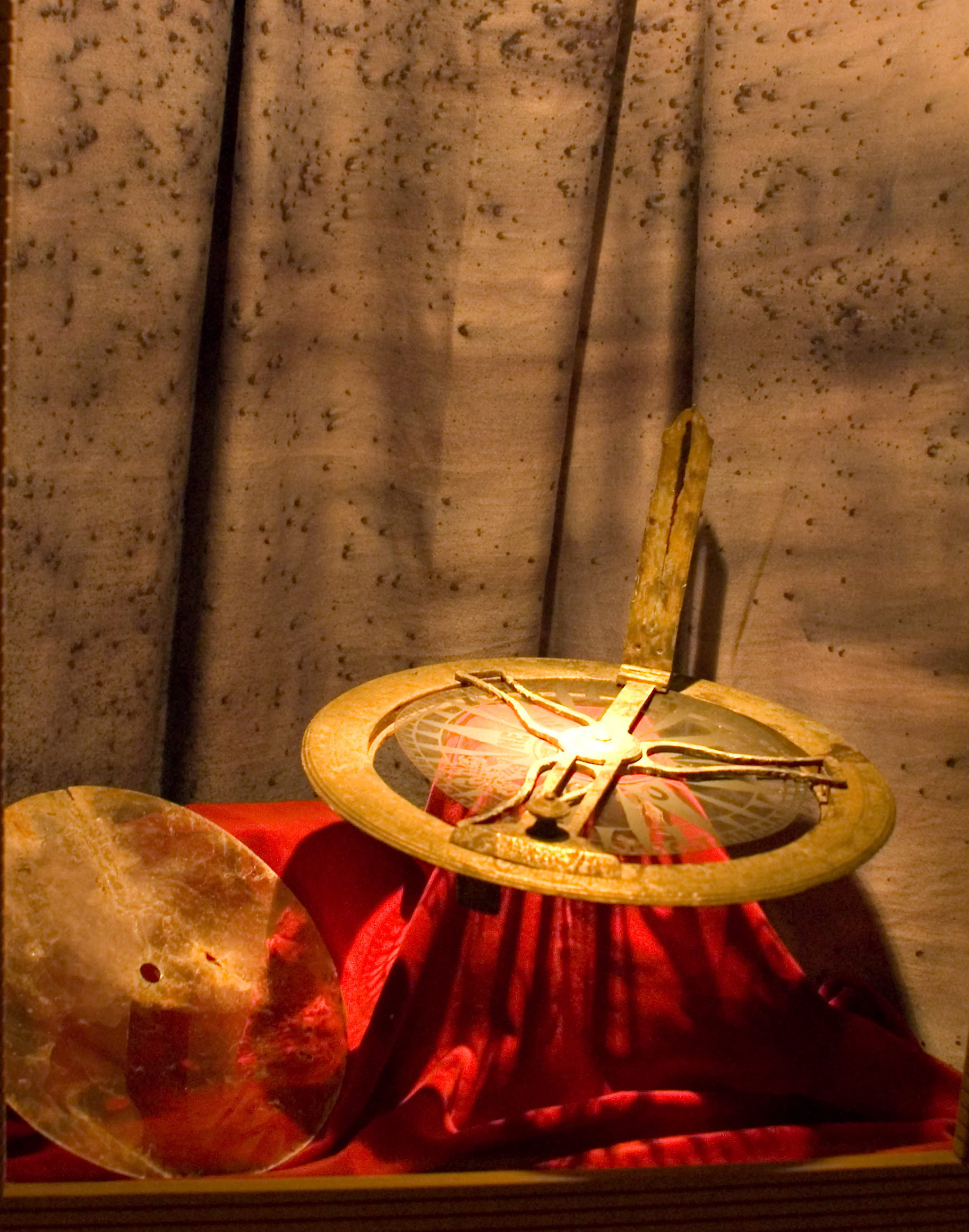
واضعة البوصلة (18th القرن).

البوصلة الموضوعة هي نوع من البوصلة المغناطيسية توضع بمثل هذه الطريقة بحيث أنها تسمح بحمل الأجسام مع مؤامتها مع خط عمل البوصلة. والبوصلة الماسحة هي بوصلة مخصصة لقياس العنوان والمعالم والقياس والزوايا الأفقية للمساعدة في عمل الخرائط. وقد استخدمت هذه البوصلة بالفعل في القرن الثامن عشر ووصفت في السيكلوبيديا Cyclopaedia في عام 1728.وقد تم تصغير هذه البوصلة وتقليل وزنها حتى صنع منها نموذج يمكن حملة ووضعه في يد واحدة. وفي عام 1885، تم تسجيل براءة اختراع لبوصلة يدوية مزودة بمنشور Prism وعدسة تمكن المستخدم من رؤية العنوان بدقة من المعالم الجغرافية، وادى هذا في النهاية إلى اختراع «البوصلة المنشورية» prismatic compass.وهناك طريقة أخرى للابصار بواسطة مرآة عاكسة.وكانت أول براءة اختراع في عام 1902، ويتكون "Bézard compass" من بوصلة حقلية ومرآة.هذا الترتيب يمكن المستخدم من محاذاة البوصلة مع الهدف في نفس الوقت مع العرض على المرآة.
وفي عام 1928، اخترع «غونار تايلاندر» صانع الأجهزة السويدى والعاطل عن العمل في هذا الوقت، تقنية جديدة من " bearing compass". وكان «تايلاندر» غير راض عن البوصلات الحقلية، التي تتطلب منقلة منفصلة من أجل اتخاذ المحامل من الخريطة، فقرر إدراج كل الأجهزة في جهاز واحد. وتصميم جهازه عبارة عن كبسولة حديدية تحتوي على ابرة مغناطيسية مع توجيه علامات في قاعدتها، ومجهزة بخطوط سميت في وقت لاحق بمؤشر اتجاهات السفر. وبتحويل الكبسولة إلى محاذاة الإبرة مع علامات توجيه، يمكن قراءة مؤشر الاتجاهات. وعلاوة على ذلك، يمكن عن طريق مواءمة اللوح الأساسي مع دورة مرسومة على الخريطة—وتجاهل الإبرة - استخدام البوصلة كمنقلة Protactor. وأخذ «تايلاندر» تصميمه لزملائه المستكشفين "Björn and Alvar Kjellström"، بائعى البوصلات الأساسية، واشتركوا كلهم في تعديل تصميم «تايلاندر». وفي ديسمبر عام 1932، تم تشكيل شركة سيلفا، وبدأ الرجال الثلاثة في تصنيع وبيع والبوصلة سيلفا للمستكشفين السويدييين، والعسكريين والرحالة.

### البوصلة السائلة
البوصلة السائلة هو تصميم زويناؤرنبقبمق4 تمبم4ابم
]] في اجتماع للجمعية الملكية في 1690 أول نموذج للبوصلة السائلة. لكن، كانت البوصلات السائلة في الأول مرهقة وثقيلة، وقابلة للكسر، وتظهر الميزة الرئيسية فقط على متن السفينة. وكانت تحفظ في " binnacle"وحصل على أول براءة اختراع الإنكليزي فرانسيس كرو في 1813. وكانت تستخدم هذه البوصللات قي السفن والمراكب السغير من قبل البحرية الملكية البريطانية" من 1830s حتى عام 1860، ولكن البوصلة الأميرالية القياسية كانت لا تزال بوصلة جافة النوع. وفي السنة الأخيرة، حصل الفيزيائي والمخترع الأمريكي صمويل ادوارد ريتشي على براءة اختراع على بوصلة بحرية سائلة محسنة كثيرا التي واعتمدت للاستخدام العام من قبل البحرية الأمريكية، والتي اشترتها البحرية البريطانية في وقت لاحق.
على الرغم من هذا التقدم، فإن البوصلة السائلة لم تقدم في البحرية الملكية حتى عام 1908. ووضع الكابتن " RN Captain Creak "نموذج مبكر ثبت أن تشغيليته تحت نيران المدفعية الثقيلة والبحار، ولكن لم يكن على قدر كبير من الدقة الملاحية بالمقارنة مع تصميم اللورد كلفن:
وكانت أول خطوات الكابتن في تطوير البوصلة السائلة إدخال بطاقة عائمة شنت، مع اثنين من الإبر الرقيقة والقصيرة نسبيا، مع تركيب أعمدة في المسافات صحيحة علميا مع الزاوي، ومع مركز الثقل، وسط الطفو، ونقطة توقف في العلاقة صحيحة مع بعضها البعض...وبالتالي صححت هذه البوصلة عيوب البوصلة الأميرالية القياسية... مع إضافة ميزة تتمثل في ثباتها الكبير تحت نيران المدفعية الثقيلة والبحرية في... والعيب الوحيد في البوصلة التي وضعها كابتن "كريك" هو " لأغراض المناورة كانت أقل شأنا من بوصلة اللورد كلفن، وذلك بسبب بطءها النسبي من خلال السحب على البطاقة العائمة قي السائل...

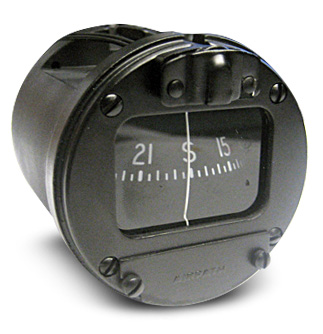
طائرات محمولة على نموذجي البوصلة المغناطيسية

ومع ذلك، فمع الزيادة المستمرة في أحجام السفن والبنادق، أصبحت مزايا البوصلة السائلة فوق بوصلة كلفن لا يمكن تجنبها على ما يبدو للاميرالية، وبعد اعتماد مشروع القرار على نطاق واسع من قبل القوات البحرية الأخرى، اعتمدت البحرية الملكية البريطانية البوصلة السائلة.
وبعد ذلك تم تجهيز البوصلات السائلة للطائرات. ففي عام 1909، قدم الكابتن " F.O. Creagh-Osborne"، المشرف العام على البوصلات في هيئة الأركان البحرية البريطانية، بوصلة الطائرات "Creagh-Osborne "، والتي كانت مزيجا من الكحول والماء المقطر لترطيب بطاقة البوصلة. وبعد نجاح هذا الاختراع، صمم الكابتن "Creagh-Osborne " تصميم أصغر بكثير  للاستعمال الفردي  على أيدي ضباط المدفعية أو المشاة، وحصل على براءة اختراع في عام 1915.
في عام 1933 قدم مساح الأراضى والمبانى " Tuomas Vohlonen" طلبا للحصول على براءة اختراع لطريقة فريدة ل بوصلة خفيفة الوزن من مادة السيلولويد أو كبسولة مع مواد بترولية مكررة لترطيب الإبرة وحمايتها من الصدمات بسبب الحركة  وقدم أول نموذج Suunto Oy Model M-311 في عام 1936 كنموذج يرتدى في المعصم، وأدى التصميم الجديد إلى ظهور العديد من البوصلات السائلة إلى اليوم. [89]

## تاريخ استخدام البوصلة في الأغراض غير الملاحية

### الأبنية
كان توجيه المباني من قبل البوصلة مغناطيسية في القرن الثاني عشر في الدانمارك : في الربع الأول من عام 570 تم تحويل " Romanesque churches" بنسبة 5-15 درجة في اتجاه عقارب الساعة من الحقيقي بين الشرق والغرب، وبالتالي المقابلة من الانحراف المغنطيسي الوقت من البناء. معظم هذه الكنائس بنيت في القرن الثاني عشر، مما يشير إلى استخدام شائع إلى حد كبير من البوصلات المغناطيسية في أوروبا في ذلك الحين.

### التعدين
قاد استخدام البوصلة والاتجاه المكتشف تحت الأرض توسكان بلدة التعدين ماسا حيث تطفو الإبر الممغنطة كانوا يعملون من أجل تحديد وتعريف نفق المطالبات من شركات التعدين المختلفة في وقت مبكر من القرن الثالث عشر.في النصف الثاني من القرن الخامس عشر، أصبحت البوصلة معيار المعدات اللازمة لتيرول ايان عمال المناجم. بعد ذلك بوقت قصير اطروحة الأولى المفصلة التي تتناول استخدام تحت الأرض من البوصلات تم نشره من قبل الألمانية عامل Rülein فون Calw (1463-1525).

### علم الفلك
هناك ثلاثة بوصلات فلكية لإنشاء خط الطول وصفت بواسطة بيتر السلالة في 1269 (في إشارة إلى التجارب المقدمة قبل 1248)  وفي عام 1300، وهو مقال كتبه بالعربية، الفلكي والمؤذن ابن سيم المصري يصف بوصلة الجافة لاستخدامها بوصفها «القبلة مؤشر» للعثور على الاتجاه إلى مكة المكرمة.

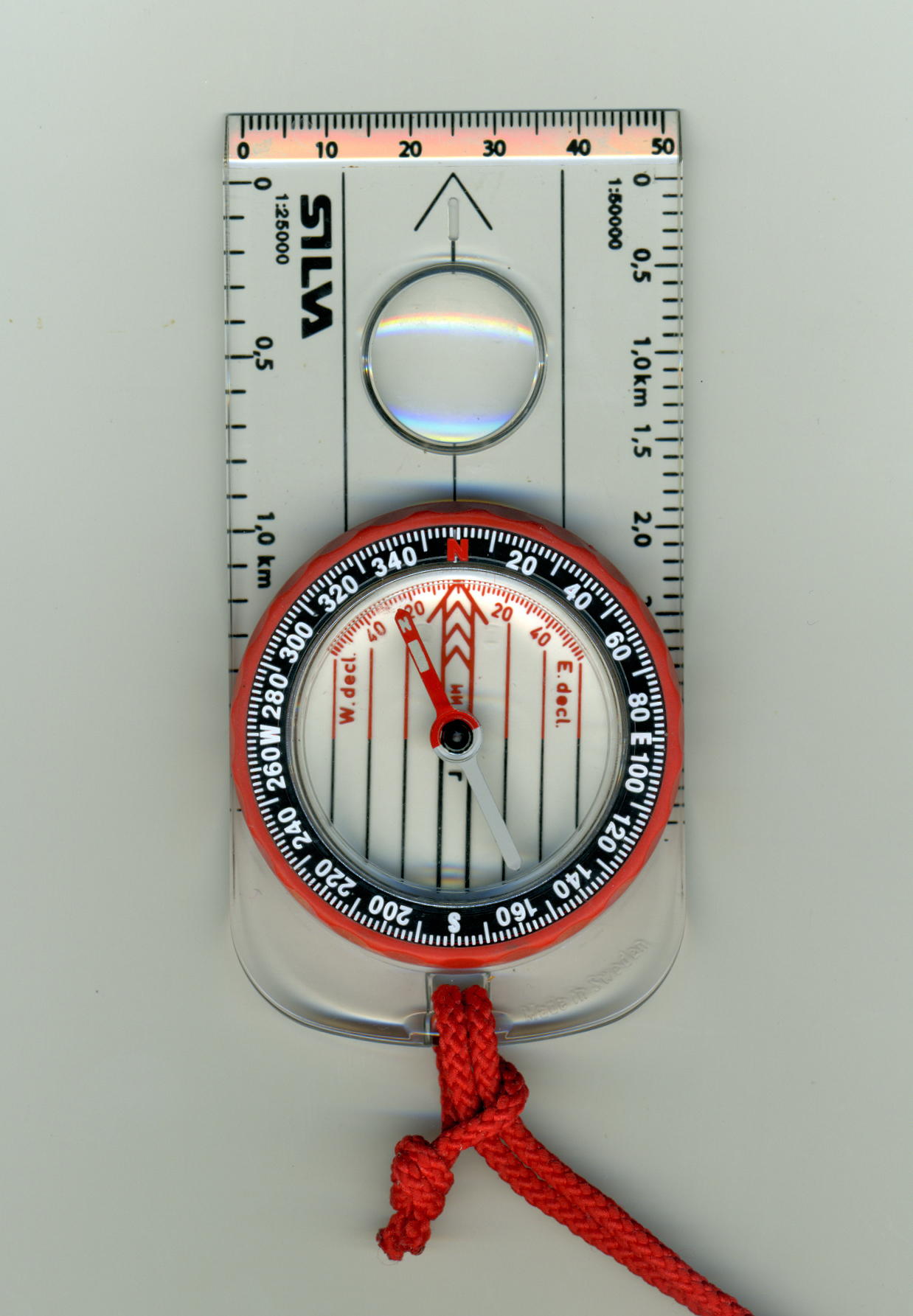
ماشي في السائل مليئة البوصلة، مع الحبل على رقبته

البوصلات الحديثة عادة تصنع باستخدام إبرة ممغنطة أو الاتصال الهاتفي داخل كبسولة مملوءة بسائل (النفط والكيروسين، أو الكحول هو شائع). في حين أن كبار السن عادة تدمج التصاميم غشاء مرن أو الأجواء داخل الكبسولة للسماح لحجم التغييرات الناجمة عن ارتفاع درجة الحرارة أو والسائلة الحديثة البوصلات الاستفادة من المشاريع السكنية الصغيرة و/ أو مواد مرنة لالكبسولة نفسها لتحقيق نفس النتيجة. السائل يقلل حركة الإبرة وأسباب الإبرة لتحقيق الاستقرار بسرعة بدلا من أن تتذبذب جيئة وذهابا نحو الشمال المغناطيسي. الشمال على إبرة أو الاتصال الهاتفي، فضلا عن غيرها من النقاط الرئيسية التي غالبا ما تتسم متفسفر، ضيائية فوتونية، أو الذات مواد مضيئة  لتمكين البوصلة يجب أن تقرأ في الليل أو في ضوء الفقراء.
الكثير من الحديث الترفيهية والعسكرية البوصلات دمج منقلة مع البوصلة، وذلك باستخدام منفصلة الإبرة الممغنطة. في هذه الدورية تصميم الكبسولة التي تحتوي على ابرة لديها قاعدة شفافة تحتوي على خريطة توجيه خطوط فضلا عن توجيه 'مربع' أو الخطوط العريضة للإبرة. ان الكبسولة ثم شنت في اللوح الأساس شفافة تحتوي على الاتجاه، من السفر (وزارة النقل) مؤشر لاستخدامها في اتخاذ المحامل مباشرة من الخريطة.

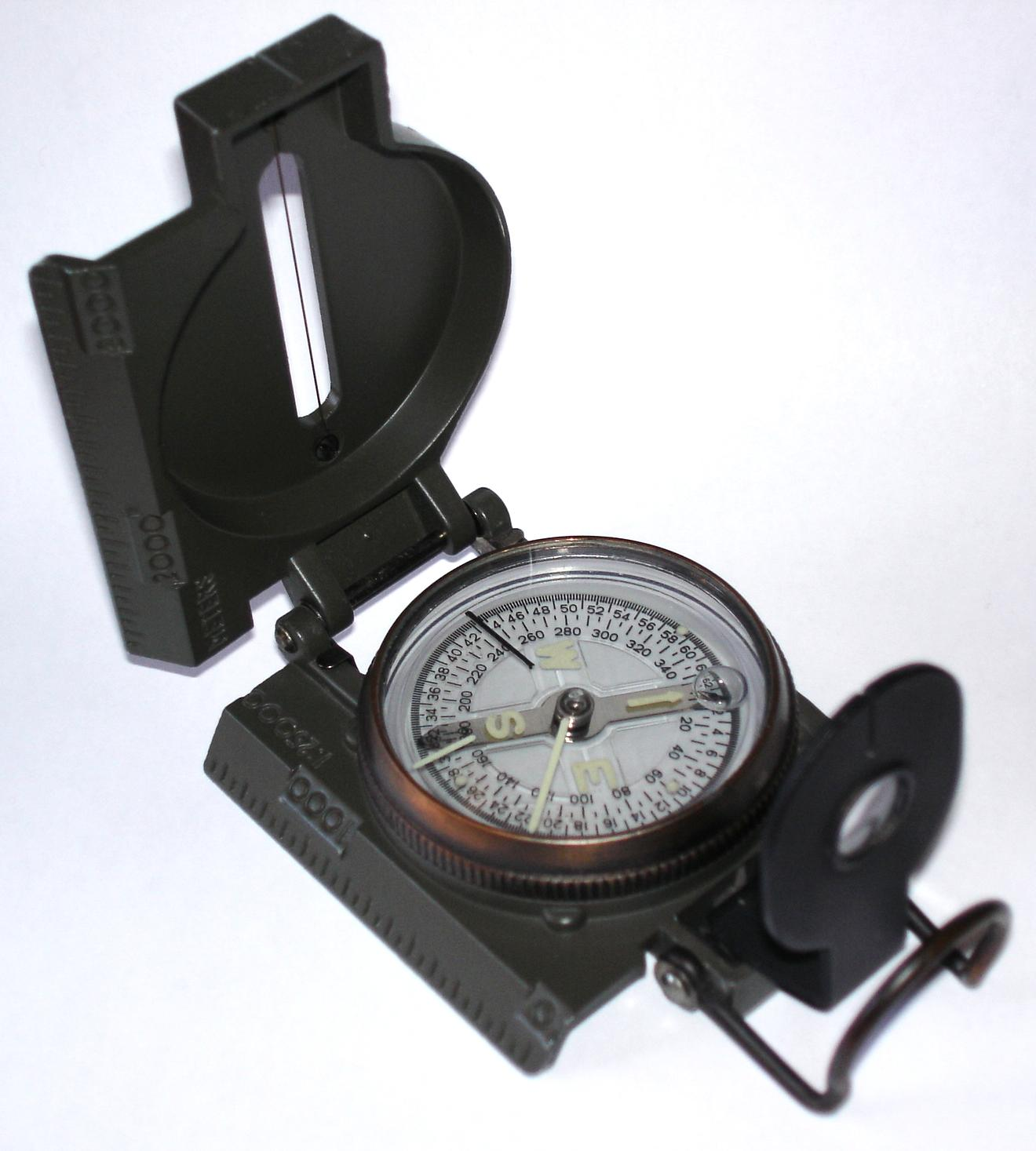
سائلة تملأ lensatic البوصلة

السمات الأخرى العثور على بعض البوصلات الحديثة هي خريطة وموازين رومر لقياس المسافات والتآمر على خرائط المواقع، وعلامات مضيئة على الوجه أو الجوانب والآليات رؤية مختلفة (مرآة، والمنشور، الخ) لاتخاذ المحامل من الأشياء البعيدة بمزيد من الدقة، «إبر» العالمية المختلفة لاستخدامها في نصفي الكرة الأرضية، من أجل الحصول على تعديل الانحراف الفورية المحامل الحقيقية دون اللجوء إلى الحساب، والأجهزة مثل مقاييس الميل لقياس التدرجات.
القوات العسكرية لعدد قليل من الدول، ولا سيما لجيش الولايات المتحدة، مواصلة الاستفادة من حقل lensatic البوصلات البوصلة مع ممغنط أو بطلب بطاقات بدلا من الإبر. ألف بطاقة lensatic البوصلة تصاريح القراءة واضعة قبالة البوصلة مع بطاقة فقط لمحة عن انخفاض طفيف من مشاهد (انظر الصورة)، ولكن قد يتطلب منقلة منفصلة للاستخدام مع الخريطة. وقال مسؤول عسكري أمريكي البوصلة lensatic لا تستخدم السوائل لرطبة سوينغ الإبرة، بل الحث الكهرومغناطيسي لرطبة الإبرة. وقال «من الآبار العميقة» تصميم يستخدم للسماح البوصلة لاستخدامها عالميا مع تأثير ضئيل أو ليس في الدقة بسبب الاتصال الهاتفي تميل البوصلة. كما توفر القوات التعريفي أقل من التخميد المملوءة بالسائل التصاميم، وقفل مجهز لإبرة البوصلة لتقليل الاهتراء، التي تديرها والعمل للطي من الخلفية مشهد / حامل العدسة. استخدام مليئة بالهواء التعريفي البوصلات قد انخفضت على مر السنين، لأنها قد تصبح غير قابلة للتنفيذ أو غير دقيقة في درجات الحرارة المنخفضة أو في البيئات الرطبة.
بعض العسكريين البوصلات، مثل سي 183 الأمريكية ('ساندي - 183') العسكرية lensatic البوصلة، وسيلفا 4b »Militaire، وSuunto ام 5N (تي) ‏ تحتوي على مواد مشعة التريتيوم (3 ه)، ومزيج من فوسفورات. الجيش الأمريكي البوصلة، والذي أدلى به ستوكر وييل (في وقت لاحق، Cammenga) الواردة 120mCi (millicuries) التريتيوم. الغرض من التريتيوم وفوسفورات هو توفير الإضاءة لأجل البوصلة. إنارة هذا هو شكل من أشكال مضان، التي لا تتطلب أن يكون البوصلة «شحن» من أشعة الشمس أو الضوء الاصطناعي.
البحارة البوصلات ويمكن أن يكون اثنين أو أكثر من الإبر الممغنطة دائمة على بطاقة البوصلة. هذه التنقل بحرية على محوري. وهناك خط شخص أخرق، والتي يمكن أن يكون وضع العلامات على البوصلة وعاء أو إبرة صغيرة ثابتة تدل على السفينة متجهة على البطاقة بوصلة. تقليديا للبطاقة ينقسم إلى اثنين وثلاثين نقطة (المعروف باسم أحد إتجاهات البوصلة ليالي، على الرغم من البوصلات الحديثة هي ملحوظ في درجات بدلا من النقاط الرئيسية. الزجاج مغطى مربع (أو وعاء) يحتوي على ذات المحورين علقت داخل binnacle. هذا يحافظ على الوضع الأفقي.

### بوصلة الإبهام

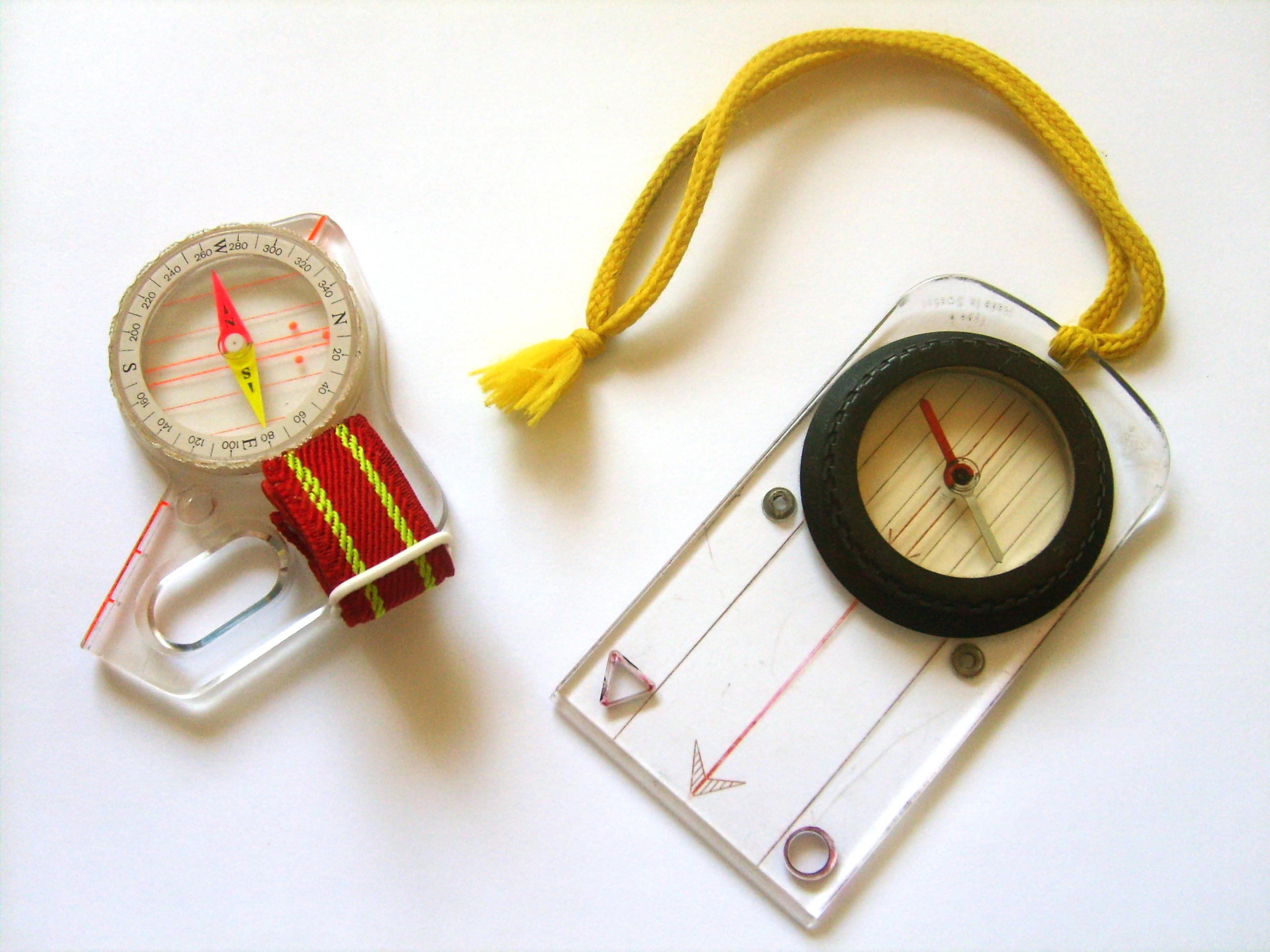
الإبهام البوصلة على اليسار

بصولة الإبهام هو نوع من البوصلة التي يشيع استخدامها في التزلج، وهي الرياضة التي يعتبر قراءة الخرائط والتضاريس فيها لها أهمية قصوى. وبالتالي، فإن معظم بوصلات الإبهام ليس لها علامات درجات، فعادة ما تستخدم فقط لتوجيه الخريطة إلى الشمال المغناطيسي. وبوصلات الإبهام هي أيضا في كثير من الأحيان شفافة بحيث يمكن للمتزلج عقد الخريطة في يده مع البوصلة ورؤية الخريطة من خلال البوصلة.

### البوصلة الجيروسكوبية
والبوصلة الجيروسكوبية هي بوصلة تعمل وفق مبدأ الدَّوار الجيروسكوبي السريع المسمى بالدوامة gyroscope في المحافظة على اتجاه محور الدوران على غير تغيير، وجعله في مستوى خط الزوال الجغرافي بشروط محددة.ويتم استخدام هذه البوصلة على نطاق واسع في السفن.وهناك ميزتان تميزا هذه البوصلة عن البوصلة المغناطيسية :
- إيحادالشمال الحقيقي، أي باتجاه الأرض 'ق محور الدوران، بدلا من الشمال المغناطيسي، * انها لا تتأثر بالمعادن الحديدية الموجودة على السفن.(لا توجد بوصلة تتأثر بالمعادن اللافلزية، على الرغم من أن البوصلة المغناطيسية سوف تتأثر بالأسلاك الغير حديدية إذا مر تيار من خلالها.)

السفن الكبيرة عادة ما تعتمد على البوصلة الجيروسكوبية، ويكون استخدام البوصلة المغناطيسية فقط على سبيل الاحتياط. تستخدم البوصلة الإلكترونية بصورة متزايدة على متن السفن الصغيرة. ولكن لا تزال تستخدم البوصلات الصغيرة على نطاق واسع، واستخدام تكنولوجيا بسيطة وموثوقة، هي رخيصة نسبيا، وغالبا أسهل استخداما من نظام تحديد المواقع GPS، ولا تحتاج إلى إمدادات الطاقة، وخلافا لنظام تحديد المواقع GPS، لا تتأثر بها الكائنات الحية، مثل الأشجار، والتي يمكن أن تعطل استقبال الإشارات الإلكترونية.

### البوصلات الصلبة
توجد تلك البوصلات في الساعات، والهواتف النقالة، وغيرها من الأجهزة الإلكترونية وهي بوصلات صلبة، وعادة ما تبني من اثنين أو ثلاثة من أجهزة استشعار المجال المغناطيسي والتي توفر بيانات عن المعالج. العنوان الصحيح بالنسبة إلى البوصلة يحسب باستخدام علم المثلثات.
في كثير من الأحيان، يكون الجهاز هو مكون منفصل النواتج إما إشارة الرقمية أو التناظرية مما يتناسب مع توجهاتها. هذه إشارة تفسر من قبل وحدة تحكم أو المعالجات الدقيقة واستخدامها سواء داخليا، أو إرسالها إلى وحدة العرض. على سبيل المثال التنفيذ، بما في ذلك الأجزاء القائمة والخطط الدوائر، ويظهر تصميم الإلكترونيات واحدة من هذا القبيل. ويستخدم جهاز استشعار عالية معايرة الإلكترونيات داخلية لقياس مدى استجابة الجهاز إلى الحقل المغناطيسي للأرض.
أجهزة الاستقبال باستخدام اثنين أو أكثر من هوائيات ويمكن الآن تحقيق 0.5 درجة الدقة في البند (على سبيل المثال ، ولها أوقات بدء التشغيل في ثوان بدلا من ساعات لالبوصلة الجيروسكوبية النظم. المصنعة في المقام الأول من أجل التطبيقات البحرية، كما أنها يمكن الكشف عن الملعب، ولفة من السفن.

### البوصلات المتخصصة
بصرف النظر عن compases الملاحية، وغيرها من البوصلات المتخصصة هناك بوصلات تم تصميمها لتستوعب استخدامات محددة. وهذا يشمل :
- بوصلة القبلة، والذي يستخدم من قبل المسلمين لاظهار الاتجاه إلى مكة المكرمة لأداء الصلاة.
- بصرية أو المنشورية واضعة اليد البوصلة، وغالبا ما تستخدم من قبل المساحين، ولكن أيضا من قبل المستكشفين الكهوف والغابات، وجيولوجيين (راجع بوصلة جيولوجية). هذا البوصلات عادة يستخدم السائل ثبط كبسولة [51] وممغنط العائمة البوصلة الهاتفي مع بصري لا يتجزأ (مباشرة أو lensatic) أو البصر المنشورية، وغالبا ما مزودة المدمج في photoluminescent أو بالبطارية إنارة.[52] باستخدام منظار بصري أو البصر، مثل البوصلات يمكن قراءتها مع الدقة الشديدة عند اتخاذ محامل لكائن ما، في كثير من الأحيان إلى كسور درجة. معظم هذه البوصلات مصممة للاستخدام الثقيل واجب، مع الإبر الرفيعة الجودة ومحامل مرصع بالجواهر، وكثير منها مجهز لترايبود تصاعد إضافية للتأكد من دقتها.[43]
- البوصلات الحوض الصغير، الذي أقيم في مربع مستطيل طوله كان في كثير من الأحيان عدة مرات عرضها، تعود إلى قرون عدة. وكانت تستخدم لمسح الأراضي، وبخاصة مع جداول الطائرة.

## بناء بوصلة

### الإبرة المغنطيسية
ألف قضيب مغناطيسي هو مطلوب عند بناء البوصلة. ويمكن أن يتم إنشاؤها عن طريق مواءمة وقضبان الحديد أو الصلب مع الحقل المغناطيسي للأرض، ثم هدأ أو ضرب عليه. ومع ذلك، فإن هذا الأسلوب لا ينتج سوى نقطة جذب ضعيفة حتى أساليب أخرى هي المفضلة. على سبيل المثال، يمكن إنشاء قضيب ممغنط من قبل مرارا وتكرارا فرك وضع قضيب حديدي مع مغناطيس المغناطيسي. هذا قضيب ممغنط (أو الإبرة المغنطيسية) ثم يتم وضعه على سطح منخفض الاحتكاك السماح لها بحرية المحورية للتكيف مع الحقل المغناطيسي للأرض. ومن ثم وصفت بحيث يمكن للمستخدم التمييز بين الشمال والتأشير من الجنوب مشيرا الغاية ؛ اتفاقية الحديثة في الطرف الشمالي عادة ما يكون ملحوظا في بعض الطريق، وغالبا ما يجري من قبل باللون الاحمرويمكنك حك إبرة عادية بلمغناطيس أكثر من 30 مرة.

### الإبر وعاء الجهاز
إذا إبرة يفرك على مغناطيس أو غيرها من المغناطيس، ويصبح الإبرة الممغنطة. عندما يتم إدراجها في الفلين أو قطعة من الخشب، ووضعها في وعاء من الماء تصبح البوصلة. وكانت هذه الأجهزة المستخدمة عالميا والبوصلة حتى اختراع مربع مثل البوصلة مع 'إبرة الجافة' التمحور حول 1300 في وقت ما.

### اتجاهات البوصلة
في الأصل، وتميزت العديد من البوصلات فقط على اتجاه الشمال المغناطيسي، أو إلى الجهات الأصلية الأربعة (الشمال والجنوب والشرق والغرب). في وقت لاحق، تم تقسيم هذه، في الصين إلى 24، و 32 في أوروبا في نقطة زمنية متساوية في جميع أنحاء بطاقة البوصلة. للحصول على طاولة لاثنين وثلاثين نقطة، انظر البوصلة.
في العصر الحديث، على 360 درجة والنظام حيز التنفيذ. هذا النظام لا يزال في اليوم لاستخدام الملاحين المدنيين. درجة مسافات نظام 360 نقطة تقع على مسافة واحدة في اتجاه عقارب الساعة حول الاتصال الهاتفي البوصلة. في القرن 19th بعض الدول الأوروبية اعتمدت غراد "" (وتسمى أيضا درجة أو غون) بدلا من ذلك النظام، حيث زاوية الحق هو 100 الخريجون لإعطاء دائرة من 400 الخريجون. تقسيم الخريجون إلى أعشار لإعطاء دائرة 4000 decigrades قد استخدمت أيضا في الجيوش.
معظم القوات العسكرية قد اعتمدت الفرنسية "millieme" النظام. هذا هو تقريبي لمللي رأديان (6283 لكل دائرة)، في الاتصال الهاتفي الذي هو البوصلة متباعدة في 6400 وحدات (السويد يستخدم 6300) أو «ميلز» من أجل الدقة إضافية عند قياس الزوايا، ووضع المدفعية وغيرها وتبلغ قيمة إلى عسكري واحد هو أن مل يقابل تقريبا متر واحد على مسافة كيلومتر واحد. الامبراطورية روسيا تستخدم نظام مستمد من خلال تقسيم محيط دائرة في الحبال من نفس طول نصف قطرها. كل هذه كانت مقسمة إلى 100 المساحات، وإعطاء دائرة من 600. والاتحاد السوفياتي إلى تقسيم هذه أعشار لإعطاء دائرة من 6000 وحدة، وعادة ما يترجم «ميلز». كانت هذه النظم التي اعتمدتها البلدان السابقين في حلف وارسو (الاتحاد السوفياتي، شهادات الإيداع الدولية وما إلى ذلك)، في كثير من الأحيان عكس عقارب الساعة (انظر الصورة من المعصم البوصلة). هذا هو ما زال يستعمل في روسيا.

### بوصلة التوازن
لأن الحقل المغناطيسي للأرض والميل وتتفاوت كثافة في مناطق خطوط العرض المختلفة، وغالبا ما البوصلات متوازنة خلال عملية التصنيع. معظم الشركات المصنعة للتحقيق التوازن بين حياتهم إبرة البوصلة عن واحدة من خمس مناطق، بدءا من المنطقة رقم 1، الذي يغطي أكثر من نصف الكرة الأرضية الشمالي، إلى منطقة 5 تغطي أستراليا والمحيطات الجنوبية. هذا التوازن يمنع المفرط غمس من نهاية واحد من الإبرة التي يمكن أن تسبب البوصلة بطاقة لعصا وتعطي قراءات خاطئة.

### تصحيح البوصلة

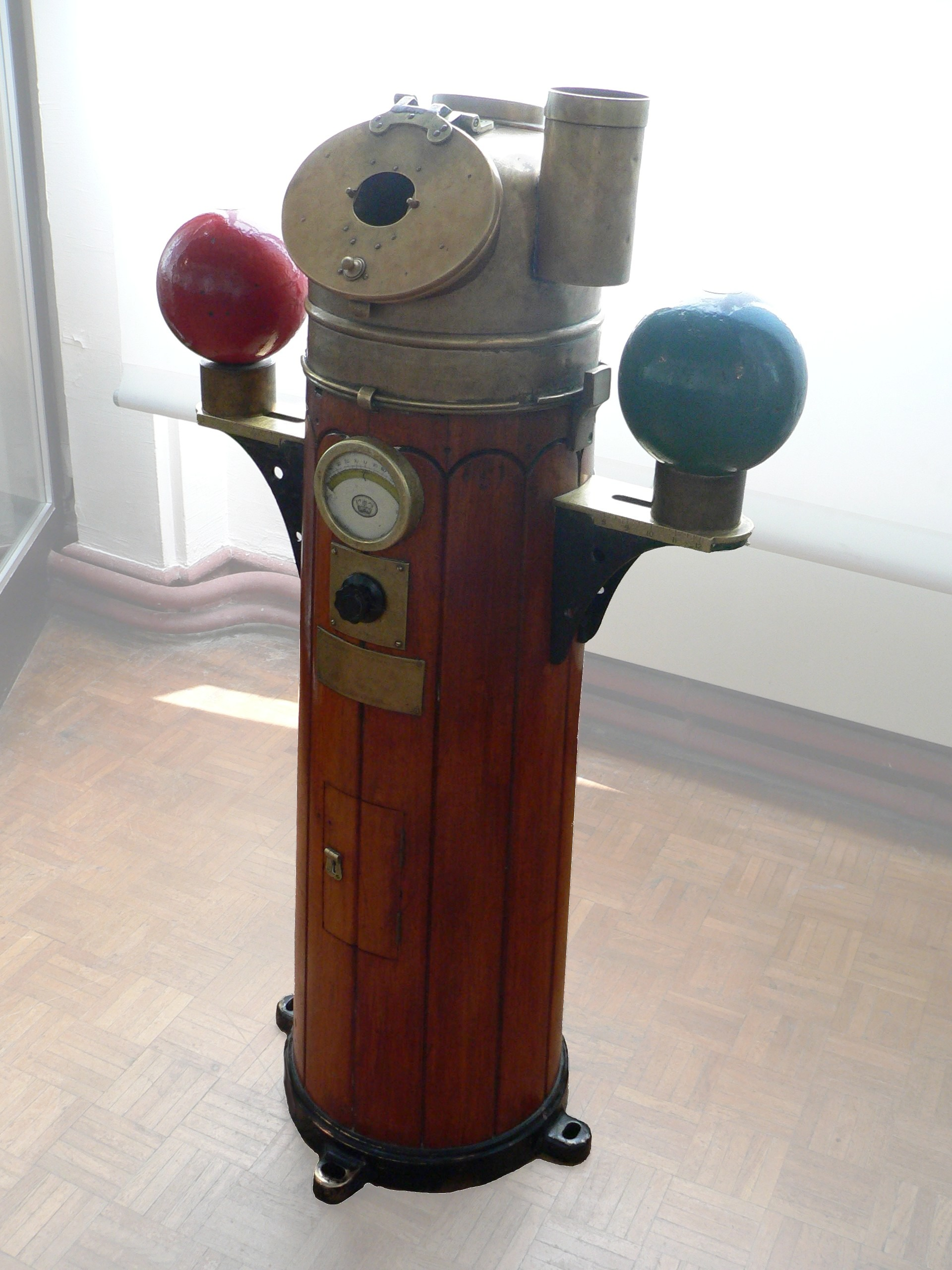
وbinnacle تحتوي على السفينة توجيه البوصلة، مع اثنين من كرات الحديد الذي تصحيح آثار المواد المغناطيسية الحديدية

مثل أي جهاز مغناطيسي، البوصلات تتأثر المواد الحديدية المجاورة، وكذلك من قبل قوات محلية قوية الكهرومغناطيسي. وينبغي أن تستخدم لالبوصلات الأراضي الملاحة البرية لا يمكن استخدامها على مقربة من الكائنات حديدية أو المجالات الكهرومغناطيسية (أنظمة السيارات الكهربائية، ومحركات السيارات، وبيتون الصلب ق، الخ) كما يمكن أن تؤثر على دقتها. البوصلات بشكل خاص من الصعب استخدام بدقة في أو بالقرب من الشاحنات والسيارات أو غيرها من المركبات الآلية حتى عندما لتصحيح الانحراف عن طريق استخدام المدمج في مغناطيس أو غيرها من الأجهزة. كميات كبيرة من حديدية إلى جانب على والإعادة المجالات الكهربائية الناجمة عن اشتعال السيارة وفرض نظم عموما نتيجة أخطاء كبيرة في البوصلة.
في عرض البحر، ويجب أن السفينة بوصلة أيضا لتصحيح الأخطاء، ودعا الانحراف، والناجمة عن الحديد والصلب في هيكلها والمعدات. كانت السفينة تتأرجح، وهذا هو استدارة حول نقطة ثابتة في حين أن البند هو لاحظ المواءمة مع نقاط ثابتة على الشاطئ. ألف بطاقة انحراف البوصلة مستعدة الملاح بحيث يمكن تحويل ما بين العناوين والبوصلة المغناطيسية. ويمكن أن يتم تصحيح البوصلة في ثلاث طرق. يمكن أولا على خط شخص ضخم يمكن تعديلها بحيث تتماشى مع الاتجاه الذي تبحر السفينة، ثم آثار مغناطيس دائم يمكن تصحيحه عن طريق مغناطيس صغير لتركيبها ضمن حالة البوصلة. تأثير المواد المغناطيسية الحديدية في البوصلة في بيئة يمكن تصحيحها من قبل اثنين من كرات الحديد التي شنت على كل من جانبي binnacle البوصلة. {\displaystyle a_{0}} معامل يمثل خطأ في السطر شخص أخرق، في حين {\displaystyle a_{1},b_{1}} آثار الأنفاذية {\displaystyle a_{2},b_{2}} العنصر غير مغناطيسي.
واستغرقت عملية مشابهة تستخدم لمعايرة البوصلة في ضوء طائرات الطيران العام، مع بطاقة انحراف البوصلة في كثير من الأحيان مجرد تصاعدت بشكل دائم فوق أو تحت البوصلة المغناطيسية على لوحة أجهزة القياس. Fluxgate البوصلات يمكن معايرة تلقائيا، ويمكن أيضا أن تكون مبرمجة مع اختلاف تصحيح البوصلة المحلية وذلك للإشارة إلى العنوان الصحيح.

## استخدام البوصلة

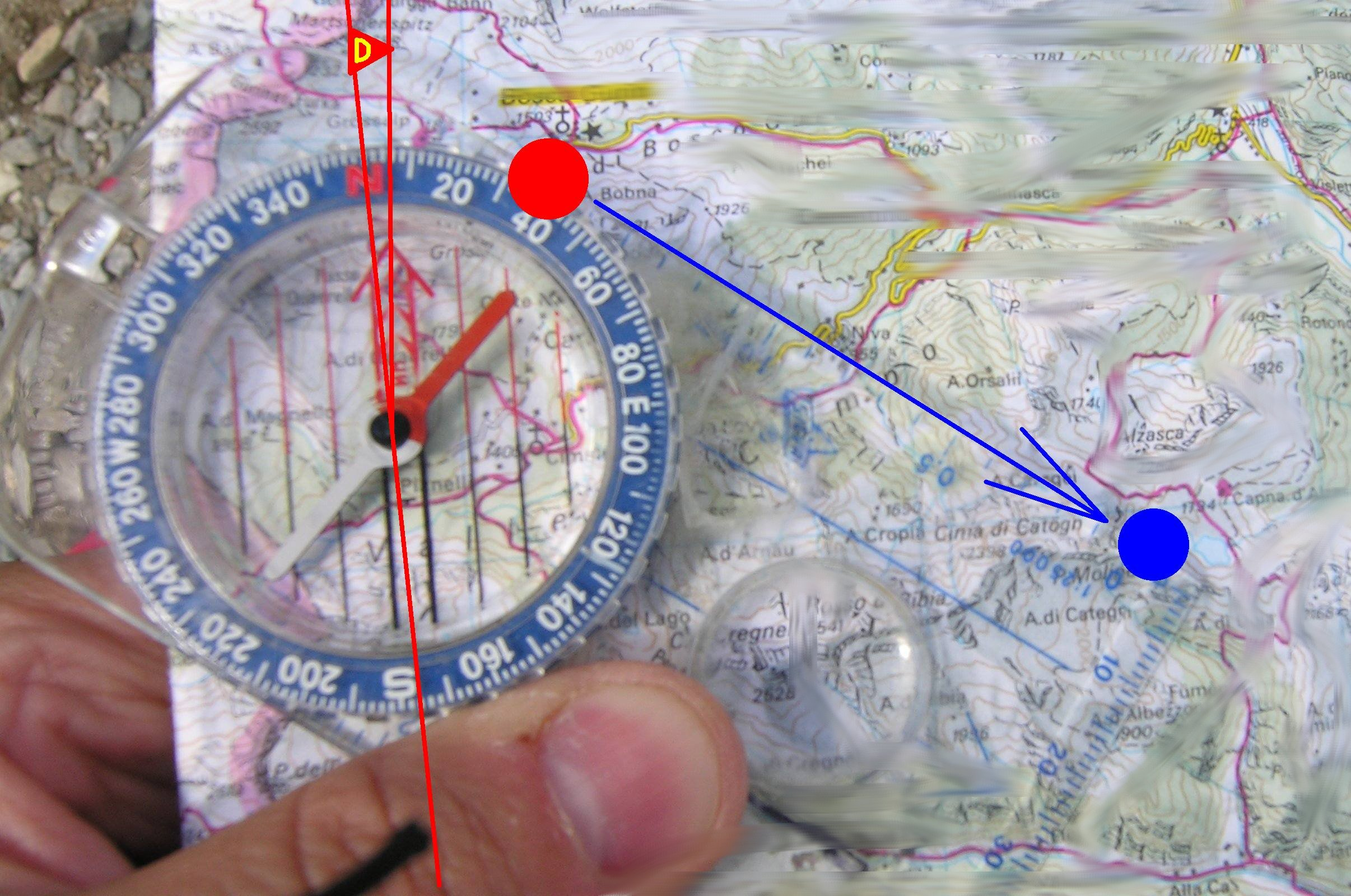
تحول البوصلة النطاق على الخريطة (د -- الانحراف المغناطيسي المحلية)

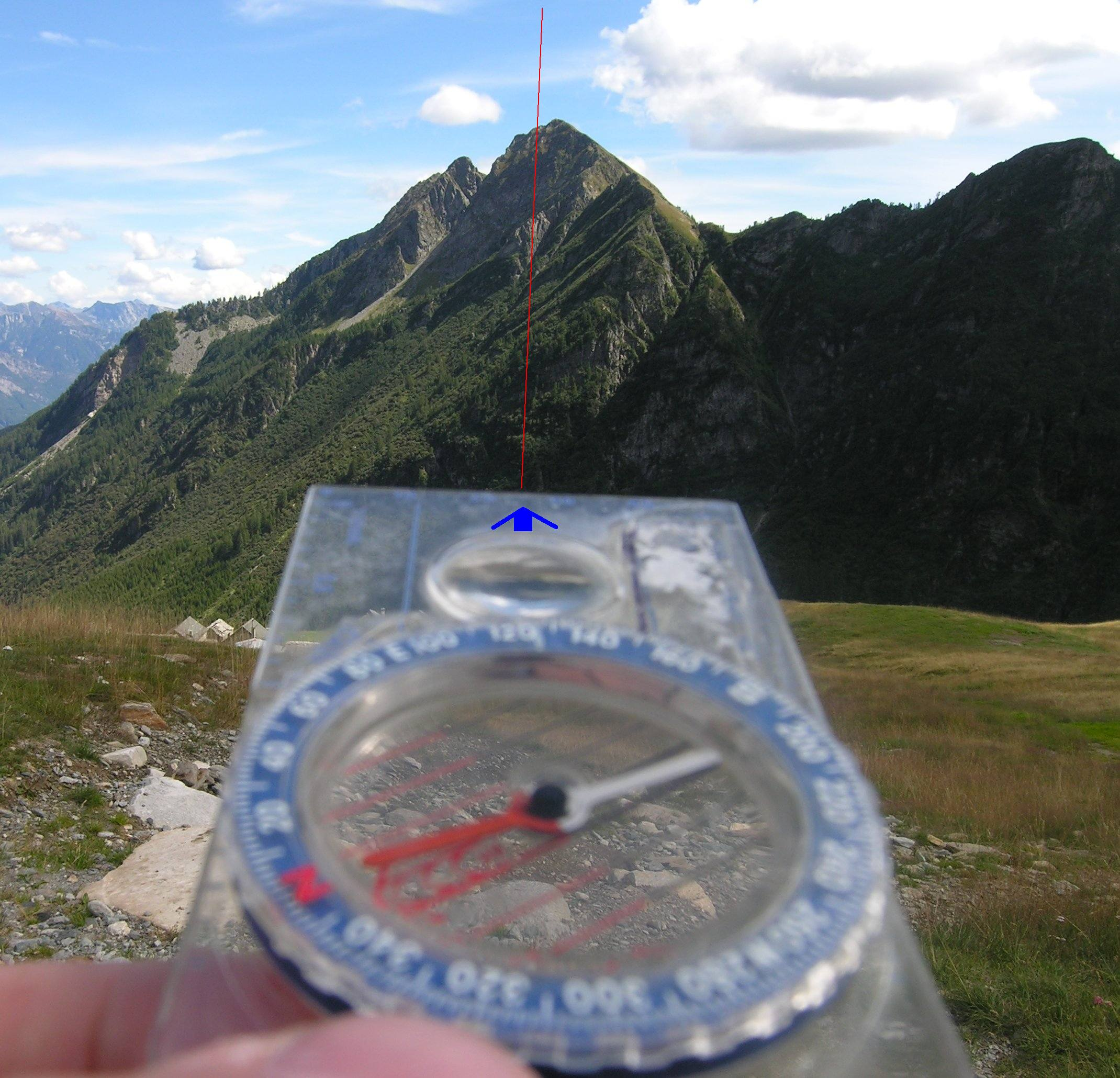
عندما الإبرة يتماشى مع وفرضه من خلال توجيه السهم المبين في الجزء السفلي من الكبسولة، ودرجة الشكل الدائري على البوصلة في الاتجاه، من السفر (وزارة النقل) المؤشر يعطي تحمل مغناطيسية مع الهدف (الجبلية).

تشير البوصلة مغناطيسية إلى القطب الشمالي المغنطيسي، وهو ما يقرب من 1,000 ميلا من القطب الشمالي الجغرافي الحقيقي. ويمكن للمستخدم تحديد الشمال الحقيقي من خلال إيجاد الشمال المغناطيسي ومن ثم لتصحيح التباين والانحراف. الاختلاف هو الذي يعرف بأنه الزاوية بين اتجاه صحيح (الجغرافي) وباتجاه الشمال من خط الطول بين الأقطاب المغنطيسية. تباين القيم بالنسبة لمعظم المحيطات قد حسبت ونشرتها عام 1914. الانحراف يشير إلى الاستجابة للبوصلة للمجالات المغناطيسية المحلية الناجمة عن وجود الحديد وتيارات كهربائية ؛ يمكن لأحد أن يعوض عن جزء من هذه الموقع الدقيق للبوصلة والتنسيب للتعويض بموجب مغناطيس البوصلة نفسها. ومن المعروف لدى البحارة منذ زمن بعيد أن هذه القياسات لا تلغى الانحراف، ومن ثم فقد قاسوا انحراف البوصلة من مكان معروف وبعلاقة معروفة المغناطيسي. وتشير البوصلة إلى سفينتهم وتقاس مرة أخرى، وتسجل النتائج على الرسوم البيانية. وبهذه الطريقة، يمكن أن التصحيح بالجداول، والذي سوف يستشار عند البوصلات استخدمت عند السفر في تلك المواقع.
والبحارة دائما يندشون قياسات دقيقة للغاية، ولكن المستخدمين العاديين ليسوا بحاجة إلى إلى هذا القلق على القياس الدقيق مع وجود فوارق بين الشمال المغناطيسي والحقيقي. ما عدا المناطق ذات مجالات المغناطيسية الشديدة يكون الانحراف (20 درجة مئوية أو أكثر)، وهذا هو ما يكفي لحماية من السير في اتجاه مختلف إلى حد كبير مما كان متوقعا لمسافات قصيرة، وفرت التضاريس مسطحة نسبيا وليس ضعف الرؤية. بعناية من قبل تسجيل المسافات (الوقت أو تسير) وكراسي التحميل المغناطيسية سافر، يمكن للإنسان أن يرسم المسار والعودة إلى نقطة البدء باستخدام البوصلة وحدها.
والبوصلة الحديثة لديها اتجاه سفر اضافى DOT. للتحقق من واحد في التقدم على طول مسار أو السمت، أو لضمان أن الكائن في عرض هو في الواقع من جهة، وقراءة البوصلة الجديدة التي يمكن اتخاذها لتحقيق هدف إذا مرئية (هنا، الجبل الكبير). بعد التأشير على السهم وزارة النقل على اللوح الأساس في الهدف، هو البوصلة الموجهة بحيث الإبرة فرضه على السهم في توجيه الكبسولة. حمل الناتجة هو مبين في تحمل مغناطيسية مع الهدف. مرة أخرى، إذا واحد هو استخدام «الحقيقية» أو المحامل الخريطة، والبوصلة لا تملك مسبقا، قبل تعديل الانحراف، وبالإضافة إلى ذلك لا بد من إضافة أو طرح الانحراف المغنطيسي لتحويل تحمل المغناطيسية إلى تأثير حقيقي. والقيمة الدقيقة للالانحراف المغنطيسي هي المكان التي تعتمد على ويختلف بمرور الوقت، على الرغم من الانحراف وكثيرا ما يجري على الخريطة نفسها، أو الحصول على الخط من مواقع مختلفة. إذا كان مسافر ما فتئت تتابع المسار الصحيح، وينبغي أن البوصلة 'تصحيح (الحقيقية) واضعة أشارت بشكل وثيق تتوافق مع تحمل الحقيقية التي سبق الحصول عليها من على الخريطة.

## خط الانطباق
هو خط يرسم على خريطة بحيث يصل بين الأماكن التي يكون انحرافها المغناطيسي صفراً، وبالأحرى الأماكن التي تشير عندها البوصلة المغناطيسية إلى الشمال الحقيقي، كما تشير إلى الشمال المغناطيسي. ويزداد البعد المغناطيسي بازدياد البعد عن حد الانطباق.[بحاجة لمصدر]

## وصلات خارجية
- بول جيه غانس، والتكنولوجيا في العصور الوسطى الصفحات : البوصلة نسخة محفوظة 16 ديسمبر 2003 على موقع واي باك مشين.
- المد والجزر بواسطة السير وليام طومسون (اللورد كلفن)
- مساء محاضرة لرابطة البريطانية وفي وساوثمبتون على اجتماع الجمعة، أغسطس 25، 1882 http://zapatopi.net/kelvin/papers/the_tides.html. يشير إلى تصحيح البوصلة عن طريق سلسلة فورييه.
- حسن البوصلة الفيديو—شريط فيديو حول قدرات هامة ينبغي أن يكون البوصلة
- الإنترنت بوصلة متحف يعطي معلومات شاملة عن جميع أنواع البوصلات وكيفية استخدامها.
- الظاهري البوصلة المتحف -- جمع أكبر قدر من البوصلات نسخة محفوظة 12 ديسمبر 2008 على موقع واي باك مشين.
- الجغرافيا العمل الميداني